# Lauren Hays
Pour les articles homonymes, voir Lauren, Hays et Laura Lynn.
Lauren Hays, née Laura Lynn Thorsen le 21 mai 1968 à Fairfax en Virginie, est une actrice américaine.

## Filmographie
- 1992 : Meatballs 4 : Lauren
- 1992 : Round Trip to Heaven : la contestataire
- 1992 : The Summoned : Susan Dalton
- 1993 : Alien Intruder : Roni
- 1993 : Ring of Fire II: Blood and Steel : la mauvaise fille de la bande
- 1993 : Mirror Images II : Amanda
- 1993 : Teasers : Mystery
- 1993 : California or Bust
- 1994 : Babewatch: Lingerie Fantasies
- 1994 : The Great Bikini Off-Road Adventure : Lori Baker
- 1994 : Surf, Sand and Sex : l'hôtesse
- 1995 : Raw Adventures at Bikini Point
- 1992-1996 : Silk Stalkings (série télévisée) : Crystal / Bev
- 1996 : Raven : Brunette
- 1997 : Renegade (série télévisée) : Michelle
- 1997 : Married with Children (série télévisée) : Susie
- 1997 : Hot Springs Hotel (série télévisée) : Dana
- 1997 : Heavenly Hooters
- 1998 : Sex Files: Alien Erotica : Nancy
- 1998 : Beverly Hills Bordello (série télévisée)
- 1998 : Sex Files: Digital Sex : Janet
- 1998 : Rebecca's Secret (téléfilm) : Gwen
- 1998 : Life of a Gigolo (La Vie d'un gigolo) : Danielle
- 1998 : Dangerous Invitation : Rita
- 1998 : Club Wild Side : Mia Richardson
- 1999 : Babewatch Biker Babes : l'hôte
- 1999 : Web of Seduction : Simone
- 1999 : Temptations : Beverly Halloway
- 1999 : Stripper Wives : Michelle
- 1999 : Crime & Passion : Maria Carrin
- 2001 : Thrills (série télévisée) : Felicia Reynolds
- 2001 : Passion Cove (série télévisée) : Grace
- 2001 : Bikini Bash
- 2002 : Hotel Erotica (série télévisée) : Chloe
- 2002 : Pampered Peds
- 2002 : Partners in Peril
- 2002 : Trance : Susan
- 2002 : Perfectly Legal : Taylor Price
- 2002 : BabeWatch: Dream Dolls
- 2002 : Bachelorette Party Exposed
- 2003 : Womb Raider : Cara Loft
- 2003 : Babewatch Girls on Girls
- 2003-2013 : Sexcetera (série télévisée) : la reporter